# Mariveles (Bataan)
Mariveles ist eine philippinische Stadtgemeinde in der Provinz Bataan. In den Gewässern vor der Gemeinde fanden am 4. Oktober 1646 die letzte der fünf Seeschlachten der La Naval de Manila statt, die in die Geschichte der Philippinen als Sieg über die Niederlande eingingen.

## Geografie
Mariveles liegt an einer Bucht an der Südspitze der Bataan-Halbinsel. Die Stadtgemeinde liegt ungefähr 173 km von Manila entfernt und ist von dort über den North Luzon Expressway, die Gapan-Olongapo Road und den Roman Highway zu erreichen. Mariveles ist außerdem über eine Fährverbindung mit Manila verbunden, die Reisezeit beträgt etwa 40 Minuten. Die Stadtgemeinde hat eine Landfläche von 153,9 km², was 12 % der Fläche der Provinz Bataan entspricht. Davon sind 69 % Weideland, 19 % Wald und 6 % sonstige landwirtschaftliche Fläche. Die restlichen 6 % sind Siedlungen und Industriegebiete.

## Einwohnerentwicklung
Die jährliche Wachstumsrate der Einwohnerzahl liegt bei 4,71 % und ist damit doppelt so hoch wie in der Provinz Bataan.
In der Gemeinde befindet sich ein Campus der Polytechnic University of the Philippines.

## Wirtschaft
Die wichtigsten landwirtschaftlichen Produkte sind Reis, Mangos, Hülsenfrüchte, Gemüse und Kaffee. Die wichtigsten Fischereiprodukte sind Bastardmakrelen, Zackenbarsche, Miesmuscheln und Meerohr. 
Zudem sind Basalt- und Granitlagerstätten und die Erzeugung von Bambusprodukten von Bedeutung. In Mariveles wurde die erste Wirtschaftszone (vormals Bataan Freihandelszone) des Landes eingerichtet.

## Baranggays
Mariveles ist politisch unterteilt in 18 Baranggays.
| - Alas-asin - Alion - Batangas II - Cabcaben - Lucanin - Baseco Country (Nassco) - Poblacion - San Carlos - San Isidro | - Sisiman - Balon-Anito - Biaan - Camaya - Ipag - Malaya - Maligaya - Mt. View - Townsite |

|  |  |